# Baptiste Guillaume
Baptiste Guillaume (Bruselas, Bélgica, 16 de junio de 1995) es un futbolista belga que juega de delantero en el Almere City FC  de la Eredivisie.

## Carrera
Un exponente juvenil de la cantera del RC Lens, Baptiste Guillaume hizo su debut en la Ligue 2 durante la temporada 2012/13, marcando su primer gol el 20 de abril frente al Nîmes Olympique después de entrar como suplente. Jugó su primer partido como titular el 24 de octubre de 2014, en la victoria por 2-0 contra el Toulouse FC. El 18 de julio de 2015 se hace oficial su salida del club, fichando por el Lille OSC de la Ligue 1 y firmando por cinco años, en un traspaso de alrededor de cuatro millones de euros. No obstante, la falta de gol motivó su cesión al Racing Club de Estrasburgo, recientemente ascendido a la Ligue 2 en la temporada anterior. Durante su estancia en Alsacia, Guillaume permitió ayudar al equipo a proclamarse campeón de la Ligue 2 2016-17, siendo nombrado además mejor jugador del mes de marzo. El 22 de junio de 2017 firma por el Angers SCO por cuatro años, pero la falta de minutos resultó en un préstamo por un año al Nîmes Olympique en 2018 y al Valenciennes FC en 2019. Su buen rendimiento con este último club concluyó con el fichaje del delantero belga en un contrato por tres años.